# Independence Day
Independence Day (conocida como Día de la Independencia en Hispanoamérica) es una película de catástrofes, ciencia ficción y acción en 1996 sobre una invasión alienígena a la Tierra el día 2 de julio, y la victoria de la humanidad el 4 de julio, día de la Independencia de los Estados Unidos. Fue dirigida por el alemán Roland Emmerich, quien coescribió el guion con el productor Dean Devlin.
Es una de las películas más taquilleras de la historia, fue la más taquillera durante su estreno en 1996; ganó un premio Óscar en la categoría de mejores efectos visuales así como un Saturn a la mejor película de ciencia ficción de 1996.
La secuela, Independence Day: Resurgence, se estrenó 20 años después, el 24 de junio de 2016, como parte de una serie de películas previstas.

## Sinopsis

### 2 de julio
En la Central de Investigaciones Espaciales de Nuevo México (SETI) se recibe una extraña señal de radio que proviene desde la Luna, informando al Pentágono del descubrimiento. Investigaciones posteriores descubren que se trata de alienígenas y que una gigantesca nave alienígena se dirige a la Tierra. Luego esta nave se divide en otras más pequeñas, que se posicionan en las mayores ciudades del mundo.
El presidente de los Estados Unidos Thomas Whitmore (Bill Pullman) despierta y recibe una llamada de su esposa, la primera dama, Marilyn Whitmore (Mary McDonnell) que se encuentra fuera de la capital, quien llama para saludar a su pequeña hija Patricia (Mae Whitman). Poco después el presidente recibe una llamada del mando aeroespacial del Pentágono para informarle que una nave alienígena se dirige hacia Washington D. C. y Nueva York. El presidente ordena evacuar la Casa Blanca para proteger al gobierno, pero decide quedarse para no provocar la histeria colectiva; ya que en Rusia estaba habiendo graves disturbios por la llegada de las naves.
El capitán Steven Hiller (Will Smith) del Cuerpo de Marines de los Estados Unidos está de vacaciones con su novia, Jasmine (Vivica A. Fox) y su hijo Dylan (Ross Bagley), pero éstas son interrumpidas al declararse DEFCON 3 por la llegada de las naves. Su novia está preocupada así que Hiller le dice que si quiere que vaya con él por la noche ya que no hay nada que temer.
Todavía no se sabe a ciencia cierta las intenciones de los visitantes, así que por la noche se envían unos helicópteros hacia la nave para intentar comunicarse con los extraterrestres. David Levinson (Jeff Goldblum), técnico egresado del MIT que trabaja en una compañía de cable, decodifica la señal de radio que emiten las naves (que bloquean las comunicaciones por satélite de todo el mundo), y descubre que se trata de una cuenta regresiva. Entonces, después de atar cabos, descubre el plan de los alienígenas: atacar en cuanto finalice la cuenta regresiva.
Acompañado por su padre Julius (Judd Hirsch), llega a Washington y es introducido en la Casa Blanca por Constance Spano (Margaret Colin), jefa de prensa y exesposa de David, para hablar con el presidente de los Estados Unidos, Thomas Whitmore (Bill Pullman), amigo de David, con quien está peleado a causa de que David lo golpeó ya que creía que tenía un romance con Constance, pero igualmente accede a escuchar a David y ve las intenciones de los extraterrestres. A Whitmore lo llaman para ver si logran los enviados comunicarse con los alienígenas, éstos llaman y sin respuesta alguna son asesinados por un rayo proveniente de la nave extraterrestre. Al ser reveladas las intenciones de los alienígenas, el presidente manda evacuar las ciudades y escapa de la Casa Blanca junto con todo el séquito presidencial, funcionarios, autoridades militares, David y Julius, a bordo de un Air Force One. Logran escapar a tiempo, ya que en un instante Washington D. C., Nueva York, Los Ángeles y otras importantes ciudades del mundo son reducidas a ruinas en cuestión de segundos por los ataques en conjunto de los alienígenas, que disparan las armas principales de plasma de sus naves destruyendo todo a su paso y matando a millones de personas en el acto.

### 3 de julio
La comitiva presidencial a bordo del Air Force One es llevada al Área 51, Nevada, donde llegan a un laboratorio subterráneo conducidos por el Mayor Mitchell (Adam Baldwin) (un proyecto secreto de que ni el presidente estaba enterado), donde un selecto equipo de científicos se encuentra trabajando desde hace años con tres alienígenas capturados en los años 50, e incluso con una de sus naves. Mientras tanto, en El Toro, los miembros del escuadrón aéreo de élite, "Los Caballeros Negros", equipados con cazas F/A-18 Hornet, se dirigen a contraatacar a los invasores, estando entre ellos el Capitán Steven Hiller (Will Smith). El escuadrón dispara misiles hacia la nave alienígena pero los misiles no pueden penetrar en la nave ya que las naves principales poseen escudos de defensa. De pronto, una compuerta frontal se abre en la nave y varios cazas alienígenas salen de su interior, las cuales son superiores en maniobrabilidad, defensa y poder de tiro, matando a gran parte de los pilotos en el enfrentamiento. Intentando escapar, Hiller logra derribar con ingenio una nave (soltando el paracaídas de su avión frente a la nave alienígena haciendo que la nave se estrellara), y cae en el desierto en Nevada. Luego de noquearlo con un golpe, captura al extraterrestre y lo lleva al Área 51, cercana al lugar, con la ayuda de Rusell Casse (Randy Quaid), expiloto de la Guerra de Vietnam y fumigador de campos, que asegura haber sufrido en el pasado una abducción por parte de los extraterrestres, donde le hicieron toda clase de experimentos, y que por ello conoce sus intenciones.
En el Área 51, es recibido por el jefe de los científicos, Brackish Okun (Brent Spiner), quienes de inmediato proceden a analizar al extraterrestre en el quirófano. Lo que no saben es que el alienígena continúa vivo, y ataca a todos los médicos, capturando al doctor Okun y usándolo para poder comunicarse con los humanos. Anuncia a todos que sus intenciones son claras: acabar con la humanidad (luego de un intento fallido de tregua por parte del Presidente). Entonces lanza un ataque telepático a Whitmore, que estaba afuera del laboratorio con otros miembros, revelando a este sus planes: son cómo las langostas que atacan los planetas, erradican a sus habitantes, consumen todos los recursos naturales y los abandonan, sabiendo que ellos son los siguientes. El Mayor Mitchel asesina al alienígena y el presidente ordena atacar con armas nucleares a las naves.
El ataque nuclear (que se desarrolla en Houston, Texas) fracasa ya que es también incapaz de poder perforar los escudos alienígenas. Mientras Hiller viaja a Los Ángeles y encuentra a Jasmine y Dylan que lograron escapar vivos del ataque y junto con otros supervivientes encuentran a la primera dama, Marilyn Whitmore (Mary McDonnell) que había intentado escapar en un helicóptero desde Los Ángeles. Steven lleva a los sobrevivientes al Área 51. Ahí la primera dama se encuentra en grave estado, y aunque es hospitalizada, no puede recuperarse de una hemorragia interna y muere.

### 4 de julio

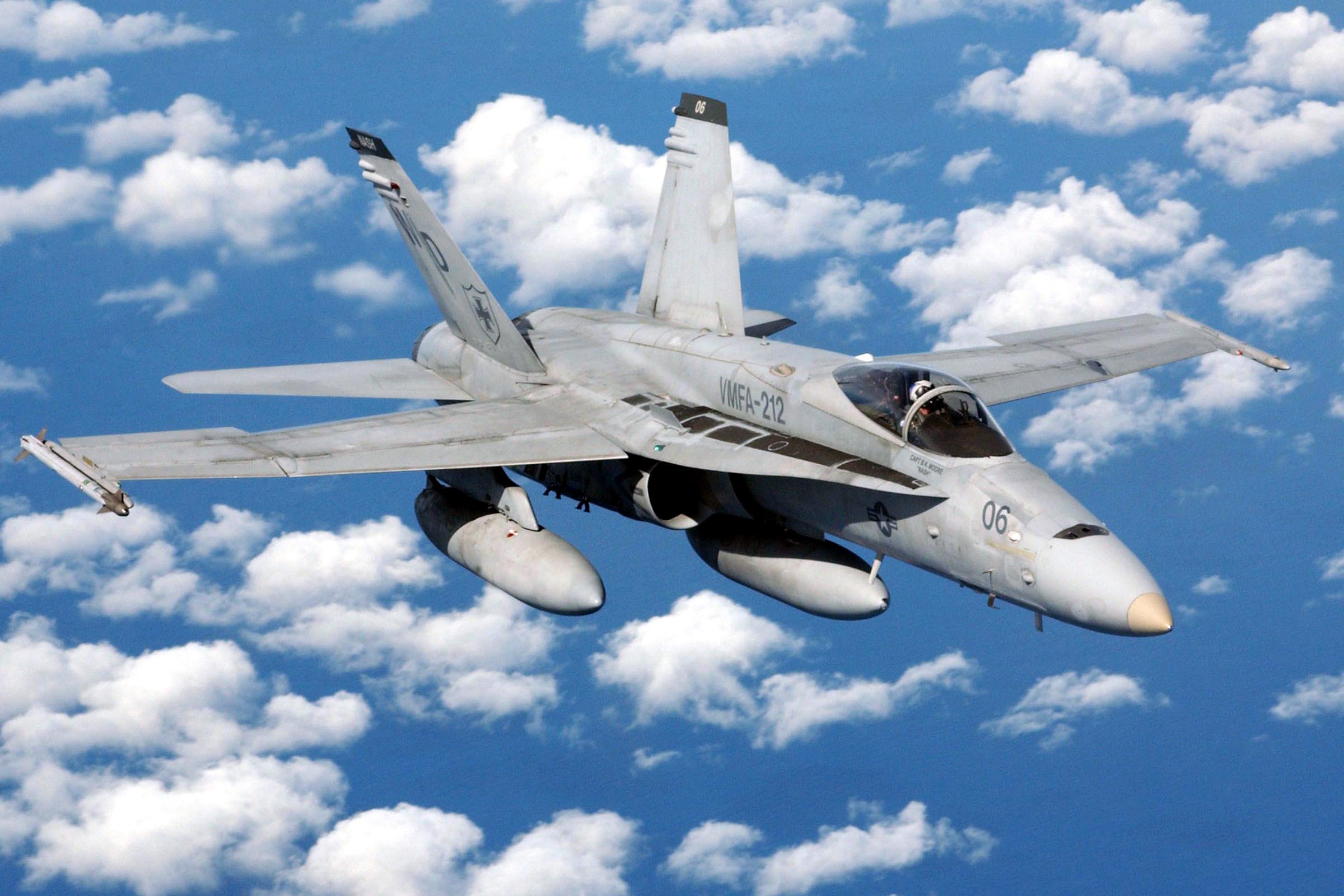
Los F/A-18 Hornet son los cazas usados en distintas batallas de la película.

David se encuentra muy deprimido y en un ataque de furia por la situación, crítica y con nulas posibilidades de victoria. Entonces, cuando Julius trata de animarlo mediante palabras, le dice que se levante del suelo o se va a resfriar, lo que le da la idea para neutralizar sus escudos y vencerlos. David reúne a todos en el cuarto donde descansa la nave, y comunica su plan, luego de hacer una prueba: pide al Mayor Mitchell que dispare a una lata de gaseosa ubicada en la nave alienígena; el primer disparo es repelido por el escudo protector, pero David lo desactiva con un virus de computadora, y al disparar de nuevo, la lata es impactada.
David expone el plan: ya que no pueden atravesar sus escudos, deben eliminarlos, y David sabe cómo: un virus informático. Su plan es utilizar la señal enemiga para introducirlo en la nave nodriza, causar una pequeña explosión para desorientarlos y que dicho virus se transmita a todas las naves de ataque, dando un tiempo prudencial a los humanos para contraatacar. Pero claro, surgen dos dilemas: uno, debe ir David a transmitir el virus usando la nave alienígena, que a pesar de 50 años de inactividad funciona de maravilla (David retira las abrazaderas que la sostienen y el aparato comienza a flotar, ante la mirada de todos), y dos, el poco tiempo y margen de maniobra que tienen los ejércitos aéreos para el contraataque. Sin embargo, tanto el presidente como el cabeza de la Junta de Jefes de Estado y confidente del presidente, General William Grey (Robert Loggia), se muestran optimistas respecto a las posibilidades de éxito del plan, sobre todo cuando Steven anuncia también que conoce las capacidades de vuelo de los cazas enemigos y se ofrece como piloto para la misión. El secretario de Defensa Albert Nimziki (James Rebhorn), no comparte el optimismo del Presidente y a causa de su constante escepticismo y pesimismo es despedido por Whitmore.
Mientras, los mandos militares se centran en reclutar pilotos para el superataque (hay muy pocos, y a causa de ello tanto el presidente, ex-aviador en la guerra del Golfo, como Casse, participan), además de comunicar a todos los otros comandos militares aéreos de todo el mundo (Israel, Rusia, Japón, etc.) el plan, y que estén preparados para atacar (ya que los alienígenas neutralizaron las comunicaciones por satélite, lo hacen mediante clave Morse), David y Steven se embarcan en la nave (que lleva un misil nuclear con temporizador de medio minuto y un poderoso transmisor de radio para pasar el virus a los comandos de la nave nodriza). Los muchachos son introducidos dentro de la nave, y proceden a plantar el virus, con total éxito. Luego, descargan el misil nuclear dentro de la nave, y a pesar de ser perseguidos por cazas alienígenas que buscan asesinarlos escapan con el último suspiro, ya que estaban cerrando la puerta de salida de la nave, dejándolos por poco atrapados dentro. El misil nuclear al parecer explotó cerca del sistema de energía, causando un efecto en cadena que reduce al objeto de viaje interestelar a poco menos que escombros espaciales. 
La aviación militar de todo el mundo se dirige a atacar a los alienígenas. Luego de disparar un misil sin éxito (por los escudos), Whitmore logra atinar con éxito la nave principal en un segundo intento, lo que confirma la eficacia del plan de David. El problema es que los alienígenas lanzan a la batalla miles de naves de ataque, aunque gracias al virus ahora son fácilmente derribados, pero aun así el fuselaje de la nave principal es demasiado grueso para ser penetrado por las armas terrícolas. Pronto la fuerza de aviación se quedan sin misiles, al tiempo que la nave se prepara para lanzar su arma principal (ubicada sobre el Área 51, llegada allí luego de descubrir el plan de los humanos), por lo que la milicia decide arriesgarse a disparar directamente al cañón principal mientras este carga el disparo, para ello se le encarga la tarea a Casse, al que le queda un misil, pero al fallar el sistema de lanzamiento y estando cargado, decide inmolarse, estrellándose directamente contra la fuente de energía del arma principal de la nave a modo de kamikaze y destruyendo la nave completamente.
Sólo queda el trabajo de limpieza para las tropas de aviación, la amenaza fue destruida y los humanos vencen a los alienígenas. David y Steven, después de sobrevivir a la explosión nuclear de la nave nodriza, aterrizan en el desierto de Nevada (cerca del Área 51), y son recibidos con honores por el presidente, Constance, Jasmine y Julius.
Los restos de la nave nodriza  destruida por el misil nuclear ingresan en la atmósfera formando en el cielo estelas como fuegos artificiales, decorando el escenario del 4 de julio, día de la Independencia del planeta Tierra.

## Reparto
- Will Smith es el Capitán Steven Hiller, un piloto del cuerpo de marines de los Estados Unidos. Sueña con ser aceptado como piloto de la NASA y convertirse en el esposo de Jasmine y padre de Dylan.
- Jeff Goldblum es David Levinson, un técnico de cable que estudió en el MIT, experto en informática, educación, ajedrez, entusiasta y ecologista. Anteriormente fue el esposo de Constance, pero cuando ella comenzó a trabajar para Thomas sus celos provocaron la separación.
- Bill Pullman como el presidente Thomas J. Whitmore, un ex-aviador de combate en la guerra del Golfo Pérsico. Su popularidad como héroe de guerra lo llevó a la Casa Blanca, siendo el encargado de afrontar la invasión alienígena y decidir como se defenderán los norteamericanos.
- Margaret Colin como Constance Spano, es la exesposa de David que trabaja en la Casa Blanca como directora de comunicaciones.
- Randy Quaid es Russell Casse, un viudo alcohólico que fue piloto de la guerra de Vietnam, trabaja como fumigador de cosechas, tiene 3 hijos y afirma haber sido secuestrado por los extraterrestres diez años antes del acontecimiento de la película, siendo por ello considerado el payaso del pueblo y una vergüenza por sus hijos.
- Robert Loggia como el General William Grey, es el General del Cuerpo de Marines de los Estados Unidos. Fue el superior de Thomas en el ejército y tras convertirse este en presidente se volvió su hombre de confianza.
- Vivica A. Fox como Jasmine Dubrow, la novia de Steve, es madre soltera y trabaja como bailarina exótica.
- Ross Bagley como Dylan Dubrow, hijo de Jasmine.
- Mary McDonnell es Marilyn Whitmore, la primera dama, esposa del presidente.
- Mae Whitman es Patricia Whitmore, la hija del presidente.
- James Rebhorn como Albert Nimziki, el secretario de defensa y director de la CIA.
- Brent Spiner es el Dr. Okun, el científico que está a cargo de la investigación extraterrestre del Área 51.
- Adam Baldwin como el Mayor de la Fuerza Aérea de los Estados Unidos Mitchell, es el oficial que está a cargo en el Área 51.
- Judd Hirsch como Julius Levinson, el padre de David.
- James Duval es Miguel Casse, el hijo mayor de Russell.
- Lisa Jakub es Alicia Casse, la hija de Russell, hermana de Troy y media hermana de Miguel.
- Giuseppe Andrews es Troy Casse, el hijo de Russell, hermano de Alicia y medio hermano de Miguel.
- Harvey Fierstein como Marty Gilbert, el jefe del trabajo de David.
- Harry Connick Jr. como el capitán Jimmy Wilder, el compañero piloto y mejor amigo de Steven.
- Bobby Hosea como Major Danowitz.
- Kiersten Warren como Tiffany, la compañera de Jasmine.
- Raphael Sbarge como el Comandante del Área 51.
- John Bradley como Lucas, el vecino de Miguel en el Valle Imperial, California.
- Morton Kondracke como Morton Kondracke, el conductor de noticias.
- George Putnam como George Putnam, el conductor de noticias.
- Vanessa J. Wallis como Robin Was, la periodista en vivo.
- Jay Acovone como el guardia de Área 51 que niega a Steven.
- Leland Orser como Tech, el primer asistente médico.
- John Storey como el Dr. Milton Isaacs.

## Producción

### Desarrollo
La idea de la película surgió cuando Emmerich y Devlin estaban en Europa promocionando su película Stargate. Un periodista preguntó a Emmerich por qué había hecho una película con un contenido como Stargate si no creía en los extraterrestres. Emmerich declaró que seguía fascinado por la idea de la llegada de extraterrestres, y explicó su respuesta pidiendo al reportero que imaginara cómo sería despertarse una mañana y descubrir que naves espaciales de 24 kilómetros de diámetro planeaban sobre las ciudades más grandes del mundo. Emmerich se dirigió entonces a Devlin y le dijo: "Creo que tengo una idea para nuestra próxima película...".

### Filmación

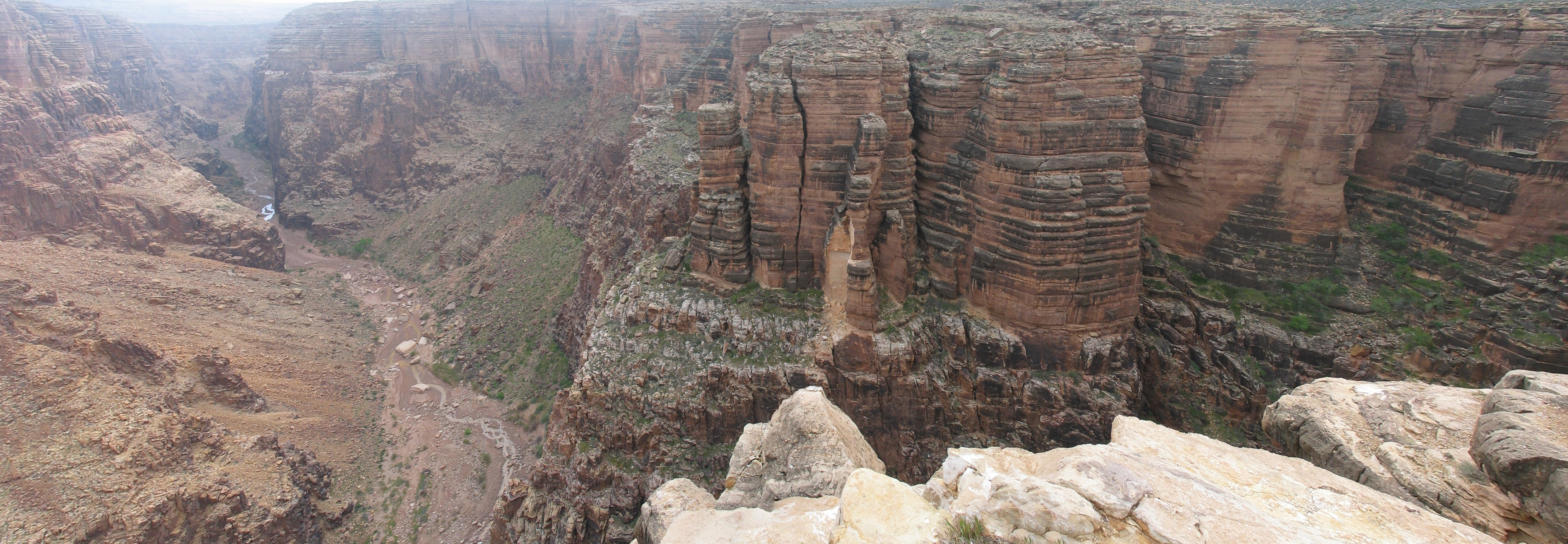
Un avión de entrenamiento de la Segunda Guerra Mundial con una cámara montada en su parte delantera navegó a través de las paredes del cañón Río Pequeño Colorado, y las imágenes se utilizaron como tomas de punto de vista del piloto.

La fotografía principal comenzó el 28 de julio de 1995 en Nueva York. Una segunda unidad recogió tomas de plancha y tomas de establecimiento de Manhattan, Washington D. C., El equipo principal también rodó en la cercana Cliffside Park, Nueva Jersey, antes de trasladarse a la antigua acería Kaiser Steel de Fontana, California, para filmar las secuencias posteriores al atentado de Los Ángeles. A continuación, la producción se trasladó a Wendover (Utah) y West Wendover (Nevada), donde los desiertos se duplicaron para representar el Valle Imperial, y el aeropuerto de Wendover se duplicó para representar los exteriores de El Toro y el Área 51. Fue aquí donde Pullman rodó su discurso previo a la batalla. Inmediatamente antes de rodar la escena, Devlin y Pullman decidieron añadir "Hoy celebramos nuestro Día de la Independencia" al final del discurso. En aquel momento, la producción se apodó "ID4" porque Warner Bros. poseía los derechos del título debido a una película de 1983 que también se llama Independence Day. Devlin esperaba que, si los ejecutivos de la Fox se daban cuenta de la adición en las copias, el impacto del nuevo diálogo les ayudaría a hacerse con los derechos del título[. Pullman había declarado en una entrevista en 2020 que, por lo demás, Fox había querido utilizar Doomsday en el estreno de la película para que coincidiera con otras películas de catástrofes de la época, y Devlin y Emmerich esperaban que el impacto de la escena del discurso ayudara a la Fox a decidirse por el nombre de Independence Day. El derecho a utilizar el título se consiguió dos semanas después.

## Recepción

### Recaudación
Fue la película más taquillera de 1996 y de todos los tiempos, hasta el estreno de Titanic (1997), superada a su vez posteriormente por Avatar (2009). 10 años después sucedida por Avengers: Endgame (2019). En los Estados Unidos, Independence Day recaudó 100,4 millones de dólares en su primera semana de estreno. Además rompió los récords establecidos por Parque Jurásico y su secuela, El mundo perdido: Parque Jurásico II. Independence Day recaudó 306.169.268 dólares en el mercado interno y 510.800.000 dólares en los mercados extranjeros.
Independence Day recaudó 306.169.268 dólares en Estados Unidos y Canadá y 511.231.623 dólares en otros territorios durante su exhibición en cines. El total mundial combinado de 817.400.891 dólares superó a El Rey León, solo superada por las ganancias mundiales de Jurassic Park como la más taquillera de todos los tiempos.   Durante más de 20 años, la película mantendría el récord de ser la película más taquillera protagonizada por Will Smith hasta 2019, cuando fue superada por la versión de acción real de Aladdin (película de 2019). El récord doméstico fue superado por Escuadrón Suicida tres años antes, en 2016. En el Reino Unido, la película recaudó 7.005.905 libras en su fin de semana de estreno (incluidas 939.022 libras de los preestrenos), superando el récord de Jurassic Park de 4,9 millones de libras. La película recaudó la cifra récord de 10,5 millones de dólares en su fin de semana de estreno en Alemania y también batió el récord de estreno en Francia. Box Office Mojo calcula que la película vendió más de 69,26 millones de entradas en Estados Unidos y Canadá. Con la esperanza de sacar provecho del éxito de la película, varios estudios lanzaron películas de catástrofes a gran escala, y el ya creciente interés por los medios relacionados con la ciencia ficción aumentó aún más con la popularidad de la película.
Un mes después del estreno de la película, los diseñadores de joyas y los consultores de marketing informaron de un mayor interés por las joyas con temática de delfines, ya que el personaje de Jasmine (Vivica A. Fox) lleva pendientes de delfines y le regalan un anillo de boda con un delfín de oro.

### Críticas
Las críticas de la película fueron mixtas, con un índice de 67% de los 79 críticos encuestados han valorado positivamente la película; la nota media es de 6,6/10. El consenso de la crítica es el siguiente: "La trama es escasa y también lo es el desarrollo de los personajes, pero como película veraniega emocionante y llena de espectáculo, Independence Day cumple". La escena donde la enorme nave destruye la Casa Blanca se ha declarado un hito en efectos visuales y una de las escenas más memorables de las películas de los años 1990.  En una encuesta en 2010, los lectores de Entertainment Weekly calificaron a la película como el segundo mejor cine de los últimos 20 años, superada por Parque Jurásico.
Mick LaSalle, del San Francisco Chronicle, otorgó a la película su calificación más alta, declarándola la "apoteosis" de las películas de aventuras espaciales basadas en cómics. Lisa Schwarzbaum, de Entertainment Weekly, le dio un notable alto por estar a la altura de su enorme éxito, añadiendo que "el encanto es la principal característica contemporánea de esta epopeya. Ocho años más tarde, Entertainment Weekly la calificaría como una de las mejores películas de catástrofes de todos los tiempos.Kenneth Turan, de Los Angeles Times, consideró que la película había hecho un "excelente trabajo al transmitir la asombrosa inmensidad de los vehículos extraterrestres [...] y el pánico en las calles" y que las escenas del ataque alienígena eran "inquietantes, perturbadoras y completamente convincentes".
Varios prominentes críticos expresaron su decepción por la calidad de efectos especiales de la película. Roger Ebert criticó la falta de imaginación en los diseños de naves espaciales y la criatura como una de las razones para su revisión marginalmente negativa, y Gene Siskel expresa los mismos sentimientos en su revisión en el aire de la película. A pesar de esto, la película ganó el Oscar por Efectos Visuales.

### Premios y nominados
| Premio                                      | Categoría                                                         | Nominado(s)                                               | Resultado |
| ------------------------------------------- | ----------------------------------------------------------------- | --------------------------------------------------------- | --------- |
| CAS Awards                                  | Mejor sonido                                                      | Chris Carpenter, Bob Beemer, Bill W. Benton y Jeff Wexler | Nominado  |
| Premio Óscar                                | Mejor sonido                                                      | Chris Carpenter, Bob Beemer, Bill W. Benton y Jeff Wexler | Nominado  |
| Premio Óscar                                | Efectos especiales                                                | Volker Engel, Douglas Smith, Clay Pinney y Joe Viskocil   | Ganador   |
| Czech Lion Awards                           | Mejor suceso                                                      | Roland Emmerich                                           | Ganador   |
| Premio Saturno                              | Mejores efectos especiales                                        | Volker Engel, Douglas Smith, Clay Pinney y Joe Viskocil   | Ganador   |
| Premio Saturno                              | Mejor película en ciencia ficción                                 | Dean Devlin                                               | Ganador   |
| Premio Saturno                              | Mejor director                                                    | Roland Emmerich                                           | Ganador   |
| Premio Saturno                              | Mejor guion                                                       | Roland Emmerich y Dean Devlin                             | Nominado  |
| Premio Saturno                              | Mejor diseño de vestuario                                         | Joseph A. Porro                                           | Nominado  |
| Premio Saturno                              | Mejor actor de reparto en una película                            | Brent Spiner                                              | Nominado  |
| Premio Saturno                              | Mejor atriz de reparto en una película                            | Vivica A. Fox                                             | Nominado  |
| Premio Saturno                              | Mejor actor joven                                                 | James Duval                                               | Nominado  |
| Premio Saturno                              | Mejor música                                                      | David Arnold                                              | Nominado  |
| Premio Saturno                              | Mejor actor en una película                                       | Jeff Goldblum                                             | Nominado  |
| Premio Saturno                              | Mejor actor en una película                                       | Will Smith                                                | Nominado  |
| Nickelodeon Kids' Choice Awards             | Actor favorito                                                    | Will Smith                                                | Nominado  |
| Nickelodeon Kids' Choice Awards             | Película favorita                                                 |                                                           | Ganador   |
| Premio Hugo                                 | Mejor presentación dramática                                      |                                                           | Nominado  |
| Young Artist Awards                         | Mejor actor joven (10 años o menos)                               | Ross Bagley                                               | Nominado  |
| Prémios People's Choice                     | Filme dramático favorito                                          |                                                           | Ganador   |
| MTV Movie Awards                            | Mejor secuencia de acción                                         | Aliens blow up cities                                     | Nominado  |
| MTV Movie Awards                            | Mejor filme                                                       |                                                           | Nominado  |
| MTV Movie Awards                            | Mejor actor masculino                                             | Will Smith                                                | Nominado  |
| MTV Movie Awards                            | Revelación                                                        | Vivica A. Fox                                             | Nominado  |
| MTV Movie Awards                            | Mejor beso                                                        | Will Smith y Vivica A. Fox                                | Ganador   |
| Grammy                                      | Mejor banda sonora                                                | David Arnold                                              | Ganador   |
| Premios Satellite                           | Mejores efectos visuakes                                          | Volker Engel, Douglas Smith, Clay Pinney y Joe Viskocil   | Ganador   |
| Premios Satellite                           | Mejor edición                                                     | David Brenner                                             | Ganador   |
| Mainichi Film Awards                        | Mejor película extranjera                                         |                                                           | Ganador   |
| Prêmios da Academia do Japão                | Mejor película extranjera                                         |                                                           | Nominado  |
| Amandaprisen                                | Mejor película extranjera                                         |                                                           | Nominado  |
| Blockbuster Entertainment Awards            | Actor favorito –Ciencia ficción                                   | Will Smith                                                | Ganador   |
| Universe Reader's Choice Awards             | Mejor actor                                                       | Will Smith                                                | Ganador   |
| Universe Reader's Choice Awards             | Mejor actriz                                                      | Vivica A. Fox                                             | Ganador   |
| Universe Reader's Choice Awards             | Mejor película en ciencia ficción                                 |                                                           | Ganador   |
| Universe Reader's Choice Awards             | Mejores efectos especialess                                       | Volker Engel, Douglas Smith, Clay Pinney y Joe Viskocil   | Ganador   |
| Universe Reader's Choice Awards             | Mejor director                                                    | Roland Emmerich                                           | Ganador   |
| Universe Reader's Choice Awards             | Mejor banda sonora                                                | David Arnold                                              | Ganador   |
| Universe Reader's Choice Awards             | Mejor fotografía                                                  | Karl Walter Lindenlaub                                    | Ganador   |
| Universe Reader's Choice Awards             | Mejor guion                                                       | Roland Emmerich y Dean Devlin                             | Ganador   |
| Premios Golden Raspberry                    | Peor película que recaudó más deUS$ 100 millones                  | Roland Emmerich y Dean Devlin                             | Nominado  |
| Stinkers Bad Movie Awards                   | Peor guion que recaudó más de US$ 100 millones                    | Roland Emmerich y Dean Devlin                             | Nominado  |
| Stinkers Bad Movie Awards                   | Peor película                                                     | Roland Emmerich y Dean Devlin                             | Nominado  |
| Online Film & Television Association Awards | Mejor película de ciencia ficción                                 | Dean Devlin                                               | Nominado  |
| Online Film & Television Association Awards | Mejor actor en una película de terror, ciencia ficción o fantasía | Will Smith                                                | Nominado  |
| Online Film & Television Association Awards | Mejor edición                                                     | David Brenner                                             | Nominado  |
| Online Film & Television Association Awards | Mejor sonido                                                      | Chris Carpenter Bill W. Benton Bob Beemer Jeff Wexler     | Nominado  |
| Online Film & Television Association Awards | Mejores efectos de sonido                                         | Sandy Gendler & Val Kuklowsky                             | Nominado  |
| Online Film & Television Association Awards | Mejores efectos visuales                                          | Volker Engel Douglas Smith Clay Pinney Joe Viskocil       | Nominado  |

## Secuela
A fines de 2014 fue confirmada la secuela de Independence Day, que fue estrenada en junio de 2016, coincidiendo con el vigésimo aniversario del estreno de la primera.